# ویلکوویتسه (استان اشوی‌داشکسیه)
ویلکوویتسه (به لهستانی: Wilkowice) یک منطقهٔ مسکونی در لهستان است که در گمینا کلیمونتوو واقع شده‌است.